# Sky Bosnia
Sky Bosnia, nekadašnja bosanskohercegovačka zrakoplovna tvrtka.

## Povijest
Tvrtka je osnovana 2011. godine i operirala je letovima tijekom 2011. i 2012. godine, kada je 5. prosinca iste godine ugašena.

## Flota
Sky Bosnia je tijekom svog poslovanja raspolagala sa sljedećim avionom:

## Vanjske poveznice
- Sky Bosnia - Poslovanje